# Půjč mi svou ruku
Půjč mi svou ruku (v orifinále Prête-moi ta main) je francouzská romantická komedie z roku 2006, kterou režíroval Éric Lartigau. Snímek měl premiéru ve Francii dne 1. listopadu 2006.

## Děj
Čtyřicetiletý parfumér Luis žije se svou matkou a pěti sestrami. Těchto šest žen tvoří skutečný klan, který rozhoduje všechny zásadní věci v rodině. A rozhodnou, že se Louis už musí oženit. Luis je jako jeho otec, nikdy nemá co říct a musí se podřídit jejich požadavkům.
Luis pak vymyslí plán, aby s ním už nikdo nikdy nemluvil o manželství. Najít perfektní ženu, které zaplatí, aby se vydávala za jeho snoubenku, která v den svatby zmizí. Pak bude předstírat depresi, aby ho nechali na pokoji. Jeho plán ale není tak snadné realizovat, jak si představoval. Dotyčná mladá žena, sestra jeho kolegy z práce, je sice vzpurná, ale souhlasí s tím, že hru zahraje. Luisova rodina okamžitě Emmanuelle přijme a oba se do sebe nakonec zamilují.

## Obsazení
| Alain Chabat            | Luis Costa                |
| Charlotte Gainsbourgová | Emmanuelle Cazenave       |
| Bernadette Lafont       | Geneviève Costa           |
| Wladimir Yordanoff      | Francis Bertoff           |
| Grégoire Oestermann     | Pierre-Yves Cazenave      |
| Véronique Barrault      | Catherine                 |
| Marie-Armelle Deguy     | Axelle                    |
| Katia Lewkowicz         | Carole                    |
| Louise Monot            | Maxine Costa              |
| Luce Mouchel            | Marie                     |
| Christiane Millet       | Françoise Messier-Lalande |
| Aïssa Maïga             | Kirsten Hansen            |
| Tatiana Gousseff        | Francine Lebrun           |
| Alix de Konopka         | Sandrine Philippi         |
| Anne Marivin            | Carabosse                 |

## Ocenění
- César: nominace v kategoriích nejlepší herec (Alain Chabat), nejlepší herečka (Charlotte Gainsbourg) a nejlepší herečka ve vedlejší roli (Bernadette Lafont)